# Đột kích (phim truyền hình)
Đột kích là một bộ phim truyền hình thuộc loạt phim Cảnh sát hình sự, được thực hiện bởi Trung tâm Phim truyền hình Việt Nam, Đài Truyền hình Việt Nam do Vũ Minh Trí làm đạo diễn. Phim phát sóng vào lúc 21h00 thứ 2 đến thứ 6 hàng tuần, bắt đầu từ ngày 20 tháng 9 năm 2007 và kết thúc vào ngày 5 tháng 10 năm 2007 trên kênh VTV1.

## Nội dung
Phan Hồng Lê (Kiều Thanh) là một nữ thượng úy trinh sát trẻ. Bằng tài năng và trí tuệ của mình, cô cùng các đồng đội làm việc tại đội chống ma túy đã lần lượt phá được nhiều vụ án thành công, truy bắt các tên trùm sỏ buôn bán ma túy. Lê thường phải cải trang thành người bán hàng rong để tiếp cận mục tiêu và đánh võ với những tên tội phạm.

## Diễn viên
- Kiều Thanh trong vai Phan Hồng Lê
- Trọng Trinh
- Thanh Tùng
- Tạ Minh Thảo
- Vũ Phan Anh
- Thanh Hiền
- Tạ Am
- Phùng Tiến Minh
- Quốc Quân
- Lê Quốc Thắng
- Bùi Đăng Văn

## Sản xuất
Đạo diễn bộ phim là Vũ Minh Trí. Kịch bản do Trần Hoài Văn chấp bút, lấy cảm hứng từ những phóng sự điều tra trên báo chí đương thời. Kiều Thanh tham gia diễn chính, thủ vai Lê, một trinh sát viên trẻ tài năng trong công việc. Theo Tuổi Trẻ, đây là bộ phim hình sự Việt đầu tiên mà vai trò cá nhân được tô đậm. Để thích ứng với nhân vật, hai tháng trước khi phim khởi quay cô phải đi tập võ trường phái Vĩnh Xuân. Các võ sư chuyên nghiệp của nhiều phái võ khác nhau cũng được mời tham gia đóng các vai trong phim.
Bộ phim là phần thứ 20 trong loạt phim Cảnh sát hình sự, đồng thời là tác phẩm mở màn cho giờ vàng phim Việt của Đài Truyền hình Việt Nam. Phim dài 12 tập, phát sóng từ thứ 2 đến thứ 6 hàng tuần trên kênh VTV1. Tập đầu tiên lên sóng vào lúc 21h00 ngày 20 tháng 9 năm 2007 và tập cuối kết thúc ngày 5 tháng 10 cùng năm.

## Tiếp nhận
Trong thời gian phát sóng, báo Người Lao Động đã có nhận xét về bộ phim như sau:
Với thể loại phim hình sự, bộ phim Đột kích dễ dàng giữ chân khán giả trước màn ảnh nhỏ bằng những tình tiết gay cấn, những nút thắt quan trọng trong mỗi vụ án. Đặc biệt là mỗi tập phim thường kết thúc ở những cảnh gây tò mò, hồi hộp khiến người xem phải đón đợi phần tiếp theo. Tuy nhiên, tiếc một điều là các cảnh võ thuật chưa hấp dẫn do thiếu kỹ xảo. Dù đạo diễn đã cho dân nhà nghề đánh thật trong tất cả các cảnh quay nhưng vẫn không tạo được hiệu ứng trên phim.
Vai diễn của Kiều Thanh trong phim được ghi nhận đã góp phần mở đường cho hình tượng nữ công an trong các bộ phim hình sự sau này.